# Cantonul Voiron
Cantonul Voiron este un canton din arondismentul Grenoble, departamentul Isère, regiunea Rhône-Alpes, Franța.

## Comune
- La Buisse
- Chirens
- Coublevie
- Pommiers-la-Placette
- Saint-Aupre
- Saint-Étienne-de-Crossey
- Saint-Julien-de-Raz
- Saint-Nicolas-de-Macherin
- Voiron (reședință)
- Voreppe